# 3 (FireHouse)
3 è il terzo album in studio del gruppo musicale statunitense FireHouse, pubblicato l'11 aprile 1995 dalla Epic Records.
L'album presenta un sound più sperimentale rispetto ai due precedenti. Produsse comunque un altro singolo di successo, la ballata I Live My Life for You.

## Tracce
Testi e musiche di Bill Leverty e C.J. Snare.
1. Love Is a Dangerous Thing – 4:46
2. What's Wrong – 4:32
3. Somethin' 'Bout Your Body – 4:43
4. Trying to Make a Living – 4:26
5. Here for You – 3:54
6. Get a Life – 4:21
7. Two Sides – 4:25
8. No One at All – 3:36
9. Temptation – 4:28
10. I Live My Life for You – 4:24

## Formazione
- C.J. Snare – voce, tastiere, basso addizionale
- Bill Leverty – chitarre
- Perry Richardson – basso
- Michael Foster – batteria, percussioni

## Classifiche
| Classifica (1995) | Posizione massima |
| ----------------- | ----------------- |
| Giappone          | 22                |
| Stati Uniti       | 66                |